# Castelo de Sceaux
O Château de Sceaux é uma enorme casa de campo em Sceaux, Hauts-de-Seine, a cerca de 10 km do centro de Paris, França.